# Баранов, Дмитрий Максимович
Дмитрий Максимович Баранов (1863—?) — русский военный  деятель, полковник  (1915). Герой Первой мировой войны.

## Биография
В 1884 году  после окончания землемерного училища вступил в службу. В 1886 году после окончания Киевского военного училища произведён подпоручики и выпущен в 67-й резервный пехотный батальон. В 1891 году произведён в поручики, в 1896 году штабс-капитаны, в 1900 году в капитаны.
С 1904 года участник Русско-японской войны, был ранен и контужен в боях. За боевые отличия в этой войне был награждён орденами Святой Анны 2-й степени с мечами и 3-й степени с мечами и бантом. В 1909 году произведён в подполковники.
С 1914 года участник Первой мировой войны, штаб-офицер 19-го стрелкового полка.  В 1915 году произведён в полковники и назначен командиром 18-го стрелкового полка. Высочайшим приказом от 4 июля 1916 года за храбрость награждён Георгиевским оружием :
Командиру 18-го стрелкового полка Дмитрию Баранову за то, что 13-го сентября 1915 года в период боёв на двинских позициях, занимая со своим полком позицию к западу к оз. Ильзен, весьма важную, так как прорыв неприятеля на этом участке, выводя противника в тыл, мог поставить войска корпуса в очень опасное положение, находясь под сильнейшим обстрелом 6-ти и 8-ми дюймовых орудий, сравнявшим с землёй наши окопы и наносившим полку громадный урон, личным примером мужества, удерживал на позиции свой полк и, доблестно встречая многочисленные атаки превосходного в силах противника, поражал его огнём и штыковыми контр-атаками, до конца боя сохраняя своё расположение

## Награды
- Орден Святой Анны 3-й степени с мечами и бантом (1906)
- Орден Святой Анны 2-й степени с мечами  (1906)
- Орден Святого Владимира 4-й степени с мечами и бантом (ВП 22.09.1911; Мечи — ВП 15.07.1915)
- Орден Святого Станислава 2-й степени с мечами  (Мечи — ВП 07.06.1916)
- Высочайшее благоволение (ВП 08.01.1916)
- Георгиевское оружие (ВП 04.07.1916)